# Casa Lannister
(Motto della Casa Lannister)
La Casa Lannister è una delle nove grandi casate nobiliari, facenti parte del mondo della saga fantasy Cronache del ghiaccio e del fuoco di George R. R. Martin.
I Lannister sono i Protettori dell'Ovest, dominano i ricchi giacimenti auriferi di Lannisport. La loro residenza è la roccaforte di Castel Granito (Casterly Rock nell'edizione originale).
Sono caratterizzati da capelli biondi dorati, occhi verdi e carnagione chiara.
Il loro stemma è un leone dorato in campo cremisi, il loro motto ufficiale è "Ascolta / Udite il mio ruggito!", ma gli altri nobili e il popolo li riconoscono anche per "Un Lannister paga sempre i suoi debiti".

## Storia
Alti e attraenti, i Lannister hanno il sangue degli invasori Andali e conquistarono un vasto regno, tra le valli e le colline dell'Occidente. Attraverso la discendenza in linea femminile, si dichiarano discendenti di Lann l'Astuto, il leggendario maestro d'inganni dell'Età degli Eroi.
L'oro delle miniere di Castel Granito e della Zanna Dorata li ha resi la più ricca fra tutte le grandi case dei Sette Regni.
Durante le Guerre di Conquista, re Loren di Castel Granito si alleò con re Mern dell'Altopiano nel tentativo di opporsi alla conquista dei Targaryen, schierando un vasto esercito composto da più di cinquantamila uomini. Sfruttando un netto vantaggio numerico, riuscirono a mettere in rotta l'armata di Aegon, e sembrò che l'avanzata del Conquistatore dovesse terminare sui campi dell'Altopiano, ma si trattò solo di un momento di stallo: Aegon e le sue sorelle Vysenia e Rhaenys scesero in campo a cavallo dei loro draghi Balerion, Vhagar e Meraxes. La battaglia che poi venne definita Campo di Fuoco fu l'unica che vide i tre draghi combattere tutti assieme, e la loro furia lasciò quattromila uomini bruciati vivi sul campo, incluso re Mern dell'Altopiano. Loren Lannister riuscì a salvarsi e giurò fedeltà alla Casa Targaryen. Perciò ai Lannister fu concesso di continuare ad essere i Protettori dell'Ovest.
Prima della ribellione di Robert Baratheon, lord Tywin Lannister ricopriva la carica di Primo Cavaliere del re, e suo figlio Jaime era il più giovane cavaliere mai entrato nella Guardia Reale. I Lannister furono una delle ultime fazioni a scendere in campo, schierandosi dalla parte di Robert, solo una volta che furono sicuri dell'avvenuta caduta della Casa Targaryen. Lord Tywin marciò su Approdo del Re e gli abitanti della città aprirono le porte all'esercito Lannister, ignari del fatto che quelli che accoglievano come salvatori, si sarebbero tramutati in carnefici. Dopo la morte di Aerys Targaryen per mano di Jaime, che da quel giorno venne sprezzantemente soprannominato lo Sterminatore di Re, re Robert rinsaldò l'alleanza con i Lannister, prendendo in sposa la bellissima Cersei, figlia di lord Tywin e sorella gemella di Jaime.

## Albero genealogico
|        |        |                  |                  |                  |                  |                  |                  |               |               |               |               |                 |                 |                 |                 |                 |                 |              |              |              |              |              |              |       |       |          |          |                 |                 |                 |                 | Damon il Leone Grigio | Damon il Leone Grigio | Damon il Leone Grigio | Damon il Leone Grigio | Damon il Leone Grigio | Damon il Leone Grigio |                  |                  | Cerissa Brax     | Cerissa Brax     | Cerissa Brax | Cerissa Brax | Cerissa Brax | Cerissa Brax |           |           |                |                |                |                |                   |                   |                   |                   |                   |                   |                  |                  |                 |                 |                 |                 |                 |                 |        |        |                    |                    |                    |                    |                    |                    |       |       |                  |                  |                  |                  |                  |                  |        |        |                 |                 |                 |                 |                 |                 |             |             |       |       |             |             |             |             |                |                |                |                |                |                |        |        |        |        |       |       |        |        |        |        |        |        |             |             |             |             |             |             |        |        |  |  |       |       |        |        |        |        |        |        |       |       |       |       |                   |                   |                   |                   |                   |                   |                   |                   |                   |                   |  |  |        |        |        |        |          |          |          |          |          |          |        |        |        |        |
|        |        |                  |                  |                  |                  |                  |                  |               |               |               |               |                 |                 |                 |                 |                 |                 |              |              |              |              |              |              |       |       |          |          |                 |                 |                 |                 | Damon il Leone Grigio | Damon il Leone Grigio | Damon il Leone Grigio | Damon il Leone Grigio | Damon il Leone Grigio | Damon il Leone Grigio |                  |                  | Cerissa Brax     | Cerissa Brax     | Cerissa Brax | Cerissa Brax | Cerissa Brax | Cerissa Brax |           |           |                |                |                |                |                   |                   |                   |                   |                   |                   |                  |                  |                 |                 |                 |                 |                 |                 |        |        |                    |                    |                    |                    |                    |                    |       |       |                  |                  |                  |                  |                  |                  |        |        |                 |                 |                 |                 |                 |                 |             |             |       |       |             |             |             |             |                |                |                |                |                |                |        |        |        |        |       |       |        |        |        |        |        |        |             |             |             |             |             |             |        |        |  |  |       |       |        |        |        |        |        |        |       |       |       |       |                   |                   |                   |                   |                   |                   |                   |                   |                   |                   |  |  |        |        |        |        |          |          |          |          |          |          |        |        |        |        |
|        |        |                  |                  |                  |                  |                  |                  |               |               |               |               |                 |                 |                 |                 |                 |                 |              |              |              |              |              |              |       |       |          |          |                 |                 |                 |                 |                       |                       |                       |                       |                       |                       |                  |                  |                  |                  |              |              |              |              |           |           |                |                |                |                |                   |                   |                   |                   |                   |                   |                  |                  |                 |                 |                 |                 |                 |                 |        |        |                    |                    |                    |                    |                    |                    |       |       |                  |                  |                  |                  |                  |                  |        |        |                 |                 |                 |                 |                 |                 |             |             |       |       |             |             |             |             |                |                |                |                |                |                |        |        |        |        |       |       |        |        |        |        |        |        |             |             |             |             |             |             |        |        |  |  |       |       |        |        |        |        |        |        |       |       |       |       |                   |                   |                   |                   |                   |                   |                   |                   |                   |                   |  |  |        |        |        |        |          |          |          |          |          |          |        |        |        |        |
|        |        |                  |                  |                  |                  |                  |                  |               |               |               |               |                 |                 |                 |                 |                 |                 |              |              |              |              |              |              |       |       |          |          |                 |                 |                 |                 |                       |                       |                       |                       |                       |                       |                  |                  |                  |                  |              |              |              |              |           |           |                |                |                |                |                   |                   |                   |                   |                   |                   |                  |                  |                 |                 |                 |                 |                 |                 |        |        |                    |                    |                    |                    |                    |                    |       |       |                  |                  |                  |                  |                  |                  |        |        |                 |                 |                 |                 |                 |                 |             |             |       |       |             |             |             |             |                |                |                |                |                |                |        |        |        |        |       |       |        |        |        |        |        |        |             |             |             |             |             |             |        |        |  |  |       |       |        |        |        |        |        |        |       |       |       |       |                   |                   |                   |                   |                   |                   |                   |                   |                   |                   |  |  |        |        |        |        |          |          |          |          |          |          |        |        |        |        |
| Tybolt | Tybolt | Tybolt           | Tybolt           | Tybolt           | Tybolt           |                  |                  | Teora Kyndall | Teora Kyndall | Teora Kyndall | Teora Kyndall | Teora Kyndall   | Teora Kyndall   |                 |                 |                 |                 |              |              |              |              |              |              |       |       |          |          | Alysanne Farman | Alysanne Farman | Alysanne Farman | Alysanne Farman | Alysanne Farman       | Alysanne Farman       |                       |                       | Gerold il Dorato      | Gerold il Dorato      | Gerold il Dorato | Gerold il Dorato | Gerold il Dorato | Gerold il Dorato |              |              |              |              |           |           | Rohanne Webber | Rohanne Webber | Rohanne Webber | Rohanne Webber | Rohanne Webber    | Rohanne Webber    |                   |                   |                   |                   |                  |                  |                 |                 |                 |                 |                 |                 |        |        |                    |                    |                    |                    |                    |                    |       |       |                  |                  |                  |                  |                  |                  |        |        |                 |                 |                 |                 |                 |                 |             |             |       |       |             |             |             |             |                |                |                |                |                |                |        |        |        |        |       |       |        |        |        |        |        |        |             |             |             |             |             |             |        |        |  |  |       |       |        |        |        |        |        |        |       |       |       |       |                   |                   |                   |                   |                   |                   |                   |                   |                   |                   |  |  |        |        |        |        |          |          |          |          |          |          |        |        |        |        |
| Tybolt | Tybolt | Tybolt           | Tybolt           | Tybolt           | Tybolt           |                  |                  | Teora Kyndall | Teora Kyndall | Teora Kyndall | Teora Kyndall | Teora Kyndall   | Teora Kyndall   |                 |                 |                 |                 |              |              |              |              |              |              |       |       |          |          | Alysanne Farman | Alysanne Farman | Alysanne Farman | Alysanne Farman | Alysanne Farman       | Alysanne Farman       |                       |                       | Gerold il Dorato      | Gerold il Dorato      | Gerold il Dorato | Gerold il Dorato | Gerold il Dorato | Gerold il Dorato |              |              |              |              |           |           | Rohanne Webber | Rohanne Webber | Rohanne Webber | Rohanne Webber | Rohanne Webber    | Rohanne Webber    |                   |                   |                   |                   |                  |                  |                 |                 |                 |                 |                 |                 |        |        |                    |                    |                    |                    |                    |                    |       |       |                  |                  |                  |                  |                  |                  |        |        |                 |                 |                 |                 |                 |                 |             |             |       |       |             |             |             |             |                |                |                |                |                |                |        |        |        |        |       |       |        |        |        |        |        |        |             |             |             |             |             |             |        |        |  |  |       |       |        |        |        |        |        |        |       |       |       |       |                   |                   |                   |                   |                   |                   |                   |                   |                   |                   |  |  |        |        |        |        |          |          |          |          |          |          |        |        |        |        |
|        |        |                  |                  |                  |                  |                  |                  |               |               |               |               |                 |                 |                 |                 |                 |                 |              |              |              |              |              |              |       |       |          |          |                 |                 |                 |                 |                       |                       |                       |                       |                       |                       |                  |                  |                  |                  |              |              |              |              |           |           |                |                |                |                |                   |                   |                   |                   |                   |                   |                  |                  |                 |                 |                 |                 |                 |                 |        |        |                    |                    |                    |                    |                    |                    |       |       |                  |                  |                  |                  |                  |                  |        |        |                 |                 |                 |                 |                 |                 |             |             |       |       |             |             |             |             |                |                |                |                |                |                |        |        |        |        |       |       |        |        |        |        |        |        |             |             |             |             |             |             |        |        |  |  |       |       |        |        |        |        |        |        |       |       |       |       |                   |                   |                   |                   |                   |                   |                   |                   |                   |                   |  |  |        |        |        |        |          |          |          |          |          |          |        |        |        |        |
|        |        |                  |                  |                  |                  |                  |                  |               |               |               |               |                 |                 |                 |                 |                 |                 |              |              |              |              |              |              |       |       |          |          |                 |                 |                 |                 |                       |                       |                       |                       |                       |                       |                  |                  |                  |                  |              |              |              |              |           |           |                |                |                |                |                   |                   |                   |                   |                   |                   |                  |                  |                 |                 |                 |                 |                 |                 |        |        |                    |                    |                    |                    |                    |                    |       |       |                  |                  |                  |                  |                  |                  |        |        |                 |                 |                 |                 |                 |                 |             |             |       |       |             |             |             |             |                |                |                |                |                |                |        |        |        |        |       |       |        |        |        |        |        |        |             |             |             |             |             |             |        |        |  |  |       |       |        |        |        |        |        |        |       |       |       |       |                   |                   |                   |                   |                   |                   |                   |                   |                   |                   |  |  |        |        |        |        |          |          |          |          |          |          |        |        |        |        |
|        |        |                  |                  | Cerelle          | Cerelle          | Cerelle          | Cerelle          | Cerelle       | Cerelle       |               |               | Alys Stackspear | Alys Stackspear | Alys Stackspear | Alys Stackspear | Alys Stackspear | Alys Stackspear |              |              |              |              | Jason        | Jason        | Jason | Jason | Jason    | Jason    |                 |                 | Marla Prester   | Marla Prester   | Marla Prester         | Marla Prester         | Marla Prester         | Marla Prester         |                       |                       |                  |                  | Tywald           | Tywald           | Tywald       | Tywald       | Tywald       | Tywald       |           |           |                |                |                |                |                   |                   |                   |                   |                   |                   |                  |                  | Ellyn Reyne     | Ellyn Reyne     | Ellyn Reyne     | Ellyn Reyne     | Ellyn Reyne     | Ellyn Reyne     |        |        | Tion               | Tion               | Tion               | Tion               | Tion               | Tion               |       |       |                  |                  |                  |                  |                  |                  |        |        |                 |                 |                 |                 |                 |                 | Tytos       | Tytos       | Tytos | Tytos | Tytos       | Tytos       |             |             | Jeyne Marbrand | Jeyne Marbrand | Jeyne Marbrand | Jeyne Marbrand | Jeyne Marbrand | Jeyne Marbrand |        |        |        |        |       |       |        |        |        |        |        |        |             |             |             |             |             |             |        |        |  |  |       |       |        |        |        |        |        |        |       |       |       |       |                   |                   |                   |                   |                   |                   |                   |                   |                   |                   |  |  |        |        |        |        |          |          |          |          |          |          |        |        |        |        |
|        |        |                  |                  | Cerelle          | Cerelle          | Cerelle          | Cerelle          | Cerelle       | Cerelle       |               |               | Alys Stackspear | Alys Stackspear | Alys Stackspear | Alys Stackspear | Alys Stackspear | Alys Stackspear |              |              |              |              | Jason        | Jason        | Jason | Jason | Jason    | Jason    |                 |                 | Marla Prester   | Marla Prester   | Marla Prester         | Marla Prester         | Marla Prester         | Marla Prester         |                       |                       |                  |                  | Tywald           | Tywald           | Tywald       | Tywald       | Tywald       | Tywald       |           |           |                |                |                |                |                   |                   |                   |                   |                   |                   |                  |                  | Ellyn Reyne     | Ellyn Reyne     | Ellyn Reyne     | Ellyn Reyne     | Ellyn Reyne     | Ellyn Reyne     |        |        | Tion               | Tion               | Tion               | Tion               | Tion               | Tion               |       |       |                  |                  |                  |                  |                  |                  |        |        |                 |                 |                 |                 |                 |                 | Tytos       | Tytos       | Tytos | Tytos | Tytos       | Tytos       |             |             | Jeyne Marbrand | Jeyne Marbrand | Jeyne Marbrand | Jeyne Marbrand | Jeyne Marbrand | Jeyne Marbrand |        |        |        |        |       |       |        |        |        |        |        |        |             |             |             |             |             |             |        |        |  |  |       |       |        |        |        |        |        |        |       |       |       |       |                   |                   |                   |                   |                   |                   |                   |                   |                   |                   |  |  |        |        |        |        |          |          |          |          |          |          |        |        |        |        |
|        |        |                  |                  |                  |                  |                  |                  |               |               |               |               |                 |                 |                 |                 |                 |                 |              |              |              |              |              |              |       |       |          |          |                 |                 |                 |                 |                       |                       |                       |                       |                       |                       |                  |                  |                  |                  |              |              |              |              |           |           |                |                |                |                |                   |                   |                   |                   |                   |                   |                  |                  |                 |                 |                 |                 |                 |                 |        |        |                    |                    |                    |                    |                    |                    |       |       |                  |                  |                  |                  |                  |                  |        |        |                 |                 |                 |                 |                 |                 |             |             |       |       |             |             |             |             |                |                |                |                |                |                |        |        |        |        |       |       |        |        |        |        |        |        |             |             |             |             |             |             |        |        |  |  |       |       |        |        |        |        |        |        |       |       |       |       |                   |                   |                   |                   |                   |                   |                   |                   |                   |                   |  |  |        |        |        |        |          |          |          |          |          |          |        |        |        |        |
|        |        |                  |                  |                  |                  |                  |                  |               |               |               |               |                 |                 |                 |                 |                 |                 |              |              |              |              |              |              |       |       |          |          |                 |                 |                 |                 |                       |                       |                       |                       |                       |                       |                  |                  |                  |                  |              |              |              |              |           |           |                |                |                |                |                   |                   |                   |                   |                   |                   |                  |                  |                 |                 |                 |                 |                 |                 |        |        |                    |                    |                    |                    |                    |                    |       |       |                  |                  |                  |                  |                  |                  |        |        |                 |                 |                 |                 |                 |                 |             |             |       |       |             |             |             |             |                |                |                |                |                |                |        |        |        |        |       |       |        |        |        |        |        |        |             |             |             |             |             |             |        |        |  |  |       |       |        |        |        |        |        |        |       |       |       |       |                   |                   |                   |                   |                   |                   |                   |                   |                   |                   |  |  |        |        |        |        |          |          |          |          |          |          |        |        |        |        |
|        |        | Ella             | Ella             | Ella             | Ella             | Ella             | Ella             |               |               | Damon         | Damon         | Damon           | Damon           | Damon           | Damon           |                 |                 | Lynora Hill  | Lynora Hill  | Lynora Hill  | Lynora Hill  | Lynora Hill  | Lynora Hill  |       |       | Stafford | Stafford | Stafford        | Stafford        | Stafford        | Stafford        |                       |                       | Myranda Lefford       | Myranda Lefford       | Myranda Lefford       | Myranda Lefford       | Myranda Lefford  | Myranda Lefford  |                  |                  | due figli    | due figli    | due figli    | due figli    | due figli | due figli |                |                | due figlie     | due figlie     | due figlie        | due figlie        | due figlie        | due figlie        |                   |                   | Joanna           | Joanna           | Joanna          | Joanna          | Joanna          | Joanna          |                 |                 |        |        |                    |                    | Tywin              | Tywin              | Tywin              | Tywin              | Tywin | Tywin |                  |                  |                  |                  |                  |                  |        |        |                 |                 | Genna           | Genna           | Genna           | Genna           | Genna       | Genna       |       |       | Emmon Frey  | Emmon Frey  | Emmon Frey  | Emmon Frey  | Emmon Frey     | Emmon Frey     |                |                |                |                | Kevan  | Kevan  | Kevan  | Kevan  | Kevan | Kevan |        |        |        |        |        |        | Dorna Swyft | Dorna Swyft | Dorna Swyft | Dorna Swyft | Dorna Swyft | Dorna Swyft |        |        |  |  |       |       | Tygett | Tygett | Tygett | Tygett | Tygett | Tygett |       |       |       |       | Darlessa Marbrand | Darlessa Marbrand | Darlessa Marbrand | Darlessa Marbrand | Darlessa Marbrand | Darlessa Marbrand |                   |                   |                   |                   |  |  | Gerion | Gerion | Gerion | Gerion | Gerion   | Gerion   |          |          | Briony   | Briony   | Briony | Briony | Briony | Briony |
|        |        | Ella             | Ella             | Ella             | Ella             | Ella             | Ella             |               |               | Damon         | Damon         | Damon           | Damon           | Damon           | Damon           |                 |                 | Lynora Hill  | Lynora Hill  | Lynora Hill  | Lynora Hill  | Lynora Hill  | Lynora Hill  |       |       | Stafford | Stafford | Stafford        | Stafford        | Stafford        | Stafford        |                       |                       | Myranda Lefford       | Myranda Lefford       | Myranda Lefford       | Myranda Lefford       | Myranda Lefford  | Myranda Lefford  |                  |                  | due figli    | due figli    | due figli    | due figli    | due figli | due figli |                |                | due figlie     | due figlie     | due figlie        | due figlie        | due figlie        | due figlie        |                   |                   | Joanna           | Joanna           | Joanna          | Joanna          | Joanna          | Joanna          |                 |                 |        |        |                    |                    | Tywin              | Tywin              | Tywin              | Tywin              | Tywin | Tywin |                  |                  |                  |                  |                  |                  |        |        |                 |                 | Genna           | Genna           | Genna           | Genna           | Genna       | Genna       |       |       | Emmon Frey  | Emmon Frey  | Emmon Frey  | Emmon Frey  | Emmon Frey     | Emmon Frey     |                |                |                |                | Kevan  | Kevan  | Kevan  | Kevan  | Kevan | Kevan |        |        |        |        |        |        | Dorna Swyft | Dorna Swyft | Dorna Swyft | Dorna Swyft | Dorna Swyft | Dorna Swyft |        |        |  |  |       |       | Tygett | Tygett | Tygett | Tygett | Tygett | Tygett |       |       |       |       | Darlessa Marbrand | Darlessa Marbrand | Darlessa Marbrand | Darlessa Marbrand | Darlessa Marbrand | Darlessa Marbrand |                   |                   |                   |                   |  |  | Gerion | Gerion | Gerion | Gerion | Gerion   | Gerion   |          |          | Briony   | Briony   | Briony | Briony | Briony | Briony |
|        |        |                  |                  |                  |                  |                  |                  |               |               |               |               |                 |                 |                 |                 |                 |                 |              |              |              |              |              |              |       |       |          |          |                 |                 |                 |                 |                       |                       |                       |                       |                       |                       |                  |                  |                  |                  |              |              |              |              |           |           |                |                |                |                |                   |                   |                   |                   |                   |                   |                  |                  |                 |                 |                 |                 |                 |                 |        |        |                    |                    |                    |                    |                    |                    |       |       |                  |                  |                  |                  |                  |                  |        |        |                 |                 |                 |                 |                 |                 |             |             |       |       |             |             |             |             |                |                |                |                |                |                |        |        |        |        |       |       |        |        |        |        |        |        |             |             |             |             |             |             |        |        |  |  |       |       |        |        |        |        |        |        |       |       |       |       |                   |                   |                   |                   |                   |                   |                   |                   |                   |                   |  |  |        |        |        |        |          |          |          |          |          |          |        |        |        |        |
|        |        |                  |                  |                  |                  |                  |                  |               |               |               |               |                 |                 |                 |                 |                 |                 |              |              |              |              |              |              |       |       |          |          |                 |                 |                 |                 |                       |                       |                       |                       |                       |                       |                  |                  |                  |                  |              |              |              |              |           |           |                |                |                |                |                   |                   |                   |                   |                   |                   |                  |                  |                 |                 |                 |                 |                 |                 |        |        |                    |                    |                    |                    |                    |                    |       |       |                  |                  |                  |                  |                  |                  |        |        |                 |                 |                 |                 |                 |                 |             |             |       |       |             |             |             |             |                |                |                |                |                |                |        |        |        |        |       |       |        |        |        |        |        |        |             |             |             |             |             |             |        |        |  |  |       |       |        |        |        |        |        |        |       |       |       |       |                   |                   |                   |                   |                   |                   |                   |                   |                   |                   |  |  |        |        |        |        |          |          |          |          |          |          |        |        |        |        |
|        |        | Sheira Crakehall | Sheira Crakehall | Sheira Crakehall | Sheira Crakehall | Sheira Crakehall | Sheira Crakehall |               |               | Damion        | Damion        | Damion          | Damion          | Damion          | Damion          |                 |                 |              |              | Daven        | Daven        | Daven        | Daven        | Daven | Daven |          |          | Cerenna         | Cerenna         | Cerenna         | Cerenna         | Cerenna               | Cerenna               |                       |                       | Myrielle              | Myrielle              | Myrielle         | Myrielle         | Myrielle         | Myrielle         |              |              |              |              |           |           |                |                |                |                |                   |                   | Robert Baratheon  | Robert Baratheon  | Robert Baratheon  | Robert Baratheon  | Robert Baratheon | Robert Baratheon |                 |                 | Cersei          | Cersei          | Cersei          | Cersei          | Cersei | Cersei |                    |                    | Jaime              | Jaime              | Jaime              | Jaime              | Jaime | Jaime |                  |                  | Tyrion           | Tyrion           | Tyrion           | Tyrion           | Tyrion | Tyrion |                 |                 | Sansa Stark     | Sansa Stark     | Sansa Stark     | Sansa Stark     | Sansa Stark | Sansa Stark |       |       | Amerei Frey | Amerei Frey | Amerei Frey | Amerei Frey | Amerei Frey    | Amerei Frey    |                |                | Lancel         | Lancel         | Lancel | Lancel | Lancel | Lancel |       |       | Martyn | Martyn | Martyn | Martyn | Martyn | Martyn |             |             | Willem      | Willem      | Willem      | Willem      | Willem | Willem |  |  | Janei | Janei | Janei  | Janei  | Janei  | Janei  |        |        | Tyrek | Tyrek | Tyrek | Tyrek | Tyrek             | Tyrek             |                   |                   | Ermesande Hayford | Ermesande Hayford | Ermesande Hayford | Ermesande Hayford | Ermesande Hayford | Ermesande Hayford |  |  |        |        |        |        | Joy Hill | Joy Hill | Joy Hill | Joy Hill | Joy Hill | Joy Hill |        |        |        |        |
|        |        | Sheira Crakehall | Sheira Crakehall | Sheira Crakehall | Sheira Crakehall | Sheira Crakehall | Sheira Crakehall |               |               | Damion        | Damion        | Damion          | Damion          | Damion          | Damion          |                 |                 |              |              | Daven        | Daven        | Daven        | Daven        | Daven | Daven |          |          | Cerenna         | Cerenna         | Cerenna         | Cerenna         | Cerenna               | Cerenna               |                       |                       | Myrielle              | Myrielle              | Myrielle         | Myrielle         | Myrielle         | Myrielle         |              |              |              |              |           |           |                |                |                |                |                   |                   | Robert Baratheon  | Robert Baratheon  | Robert Baratheon  | Robert Baratheon  | Robert Baratheon | Robert Baratheon |                 |                 | Cersei          | Cersei          | Cersei          | Cersei          | Cersei | Cersei |                    |                    | Jaime              | Jaime              | Jaime              | Jaime              | Jaime | Jaime |                  |                  | Tyrion           | Tyrion           | Tyrion           | Tyrion           | Tyrion | Tyrion |                 |                 | Sansa Stark     | Sansa Stark     | Sansa Stark     | Sansa Stark     | Sansa Stark | Sansa Stark |       |       | Amerei Frey | Amerei Frey | Amerei Frey | Amerei Frey | Amerei Frey    | Amerei Frey    |                |                | Lancel         | Lancel         | Lancel | Lancel | Lancel | Lancel |       |       | Martyn | Martyn | Martyn | Martyn | Martyn | Martyn |             |             | Willem      | Willem      | Willem      | Willem      | Willem | Willem |  |  | Janei | Janei | Janei  | Janei  | Janei  | Janei  |        |        | Tyrek | Tyrek | Tyrek | Tyrek | Tyrek             | Tyrek             |                   |                   | Ermesande Hayford | Ermesande Hayford | Ermesande Hayford | Ermesande Hayford | Ermesande Hayford | Ermesande Hayford |  |  |        |        |        |        | Joy Hill | Joy Hill | Joy Hill | Joy Hill | Joy Hill | Joy Hill |        |        |        |        |
|        |        |                  |                  |                  |                  |                  |                  |               |               |               |               |                 |                 |                 |                 |                 |                 |              |              |              |              |              |              |       |       |          |          |                 |                 |                 |                 |                       |                       |                       |                       |                       |                       |                  |                  |                  |                  |              |              |              |              |           |           |                |                |                |                |                   |                   |                   |                   |                   |                   |                  |                  |                 |                 |                 |                 |                 |                 |        |        |                    |                    |                    |                    |                    |                    |       |       |                  |                  |                  |                  |                  |                  |        |        |                 |                 |                 |                 |                 |                 |             |             |       |       |             |             |             |             |                |                |                |                |                |                |        |        |        |        |       |       |        |        |        |        |        |        |             |             |             |             |             |             |        |        |  |  |       |       |        |        |        |        |        |        |       |       |       |       |                   |                   |                   |                   |                   |                   |                   |                   |                   |                   |  |  |        |        |        |        |          |          |          |          |          |          |        |        |        |        |
|        |        |                  |                  |                  |                  |                  |                  |               |               |               |               |                 |                 |                 |                 |                 |                 |              |              |              |              |              |              |       |       |          |          |                 |                 |                 |                 |                       |                       |                       |                       |                       |                       |                  |                  |                  |                  |              |              |              |              |           |           |                |                |                |                |                   |                   |                   |                   |                   |                   |                  |                  |                 |                 |                 |                 |                 |                 |        |        |                    |                    |                    |                    |                    |                    |       |       |                  |                  |                  |                  |                  |                  |        |        |                 |                 |                 |                 |                 |                 |             |             |       |       |             |             |             |             |                |                |                |                |                |                |        |        |        |        |       |       |        |        |        |        |        |        |             |             |             |             |             |             |        |        |  |  |       |       |        |        |        |        |        |        |       |       |       |       |                   |                   |                   |                   |                   |                   |                   |                   |                   |                   |  |  |        |        |        |        |          |          |          |          |          |          |        |        |        |        |
|        |        | Lucion           | Lucion           | Lucion           | Lucion           | Lucion           | Lucion           |               |               | Lanna         | Lanna         | Lanna           | Lanna           | Lanna           | Lanna           |                 |                 | Antario Jast | Antario Jast | Antario Jast | Antario Jast | Antario Jast | Antario Jast |       |       |          |          |                 |                 |                 |                 |                       |                       |                       |                       |                       |                       |                  |                  |                  |                  |              |              |              |              |           |           |                |                |                |                | Joffrey Baratheon | Joffrey Baratheon | Joffrey Baratheon | Joffrey Baratheon | Joffrey Baratheon | Joffrey Baratheon |                  |                  | Margaery Tyrell | Margaery Tyrell | Margaery Tyrell | Margaery Tyrell | Margaery Tyrell | Margaery Tyrell |        |        | Myrcella Baratheon | Myrcella Baratheon | Myrcella Baratheon | Myrcella Baratheon | Myrcella Baratheon | Myrcella Baratheon |       |       | Tommen Baratheon | Tommen Baratheon | Tommen Baratheon | Tommen Baratheon | Tommen Baratheon | Tommen Baratheon |        |        | Margaery Tyrell | Margaery Tyrell | Margaery Tyrell | Margaery Tyrell | Margaery Tyrell | Margaery Tyrell |             |             |       |       |             |             |             |             |                |                |                |                |                |                |        |        |        |        |       |       |        |        |        |        |        |        |             |             |             |             |             |             |        |        |  |  |       |       |        |        |        |        |        |        |       |       |       |       |                   |                   |                   |                   |                   |                   |                   |                   |                   |                   |  |  |        |        |        |        |          |          |          |          |          |          |        |        |        |        |
|        |        | Lucion           | Lucion           | Lucion           | Lucion           | Lucion           | Lucion           |               |               | Lanna         | Lanna         | Lanna           | Lanna           | Lanna           | Lanna           |                 |                 | Antario Jast | Antario Jast | Antario Jast | Antario Jast | Antario Jast | Antario Jast |       |       |          |          |                 |                 |                 |                 |                       |                       |                       |                       |                       |                       |                  |                  |                  |                  |              |              |              |              |           |           |                |                |                |                | Joffrey Baratheon | Joffrey Baratheon | Joffrey Baratheon | Joffrey Baratheon | Joffrey Baratheon | Joffrey Baratheon |                  |                  | Margaery Tyrell | Margaery Tyrell | Margaery Tyrell | Margaery Tyrell | Margaery Tyrell | Margaery Tyrell |        |        | Myrcella Baratheon | Myrcella Baratheon | Myrcella Baratheon | Myrcella Baratheon | Myrcella Baratheon | Myrcella Baratheon |       |       | Tommen Baratheon | Tommen Baratheon | Tommen Baratheon | Tommen Baratheon | Tommen Baratheon | Tommen Baratheon |        |        | Margaery Tyrell | Margaery Tyrell | Margaery Tyrell | Margaery Tyrell | Margaery Tyrell | Margaery Tyrell |             |             |       |       |             |             |             |             |                |                |                |                |                |                |        |        |        |        |       |       |        |        |        |        |        |        |             |             |             |             |             |             |        |        |  |  |       |       |        |        |        |        |        |        |       |       |       |       |                   |                   |                   |                   |                   |                   |                   |                   |                   |                   |  |  |        |        |        |        |          |          |          |          |          |          |        |        |        |        |

## Membri della casata

### Tywin Lannister
Figlio primogenito di Tytos e Jeyne Marbrand, cugino di Nathaniel Lannister, Tywin Lannister è il lord di Castel Granito, Scudo di Lannisport, Protettore dell'Ovest e Primo Cavaliere del re Aerys II Targaryen e in seguito dei suoi nipoti Joffrey e Tommen Baratheon. Sposò sua cugina Joanna, dalla quale ebbe tre figli: Cersei, Jaime e Tyrion.
Tywin appare come un uomo di mezza età ancora forte e vigoroso, dalla testa calva, un tempo avvolta da folti capelli biondo oro, le basette bionde e gli occhi di un verde chiaro, quasi slavato, venati di pagliuzze dorate; abilissimo militare e politico, domina subdolamente i Sette Regni grazie alla sua astuzia e al suo oro. È un uomo freddo, calcolatore, intelligente, astuto, spietato e dispotico; nonostante questo dimostra un grande attaccamento al nome della sua famiglia: appoggia e apprezza i suoi figli Cersei e Jaime, nonostante si comportino spesso inadeguatamente, ma disprezza Tyrion in quanto deforme e ritenuto responsabile della morte di Joanna, nonostante quest'ultimo abbia spesso dimostrato indubbie astuzia e lungimiranza degne del padre. 
A detta di  Gerion Lannister, Tywin non è mai più stato lo stesso dopo la morte dell'amata moglie.
Tywin crebbe assistendo alla decadenza del suo casato per mano di suo padre, troppo debole e facilmente raggirabile, e alla sua morte dovette compiere atti spietati per reintegrare l'onore e il denaro perduti: tra le altre cose estinse brutalmente due casate subordinate, i Tarbeck di Tarbeck Hall e i Reyne di Castamere, al fine di lanciare un monito ad eventuali rivali; all'efferatezza dell'evento fu persino dedicata una canzone, Le piogge di Castamere. Poi esiliò l'amante del padre, una prostituta che lo aveva raggirato e derubato dei gioielli della moglie morta, costringendola a vagare per le vie di Approdo del Re nuda mentre confessava a chiunque incontrasse che era una ladra e una meretrice.
A causa delle azioni sconsiderate compiute da Lord Tytos, Tywin non rideva mai, in quanto collegava la risata a suo padre e alla Casa Lannister della sua gioventù. Tywin sorrideva raramente da giovane e smise definitivamente di farlo dopo la morte della moglie.
Le capacità di Tywin furono notate dal re Aerys II, che lo nominò Primo Cavaliere: Tywin fu un brillante amministratore e grazie a lui ci furono vent'anni di prosperità e pace. Furono i primi segni di squilibrio e paranoia del sovrano che li allontanò: Aerys rifiutò di far sposare suo figlio Rhaegar a Cersei e nominò Jaime capo della Guardia Reale al fine di privare Tywin del suo erede, portandolo a dimettersi. Con la ribellione di Robert Baratheon, Tywin approfittò dell'imminente caduta della Casa Targaryen e marciò su Approdo del Re, dove gli abitanti della città accolsero l'esercito Lannister ignari delle reali loro intenzioni: gli uomini di Tywin, infatti, saccheggiarono la città e trucidarono i suoi abitanti. Tywin ordinò dunque a Gregor Clegane e Amory Lorch di uccidere la moglie e i figli di Rhaegar, la principessa Elia di Dorne, Rhaenys e Aegon, i cui corpi furono avvolti in stendardi cremisi e poi presentati a Robert Baratheon come prova di fedeltà; obbligò poi sua figlia Cersei a sposarlo e approfittò della riluttanza del neo sovrano per esercitare il suo potere sui Sette Regni alle sue spalle.
Quando Tyrion viene arrestato da Catelyn Tully perché ritenuto colpevole di aver tentato l'omicidio di suo figlio Bran Stark, Tywin invia Gregor Clegane e i suoi uomini a razziare i territori delle Terre dei fiumi, la terra natale di Catelyn. Alla morte di re Robert, Tywin viene nominato Primo Cavaliere del re di suo nipote Joffrey e ordina a Tyrion di vestire il suo ruolo per preparare la città alla difesa per l'imminente attacco dei due fratelli di Robert, Stannis e Renly, che avanzano i propri diritti al trono mentre lui resta a dirigere la guerra con il Nord presso le Terre dei Fiumi. In seguito Tywin viene a conoscenza del fatto che Stannis ha ucciso Renly e naviga con una grande flotta alla volta di Approdo del Re, quindi marcia verso sud-est con i suoi nuovi alleati, i Tyrell, arrivando appena in tempo durante la Battaglia delle Acque Nere, salvando la città e respingendo Stannis. Alla morte di Joffrey, Tyrion viene accusato da Cersei dell'omicidio e Tywin allestisce il processo contro di lui senza batter ciglio; condannato il figlio, che sarà giustiziato all'alba, Tywin giace con la sua ex amante, Shae, ignaro che Tyrion è stato liberato da Jaime. Il nano lo raggiunge attraverso un passaggio segreto e lo uccide con un colpo di balestra nelle viscere mentre Tywin siede sulla latrina.
Nella serie televisiva Il Trono di Spade, tratta dai romanzi, è interpretato da Charles Dance e doppiato in italiano da Paolo Buglioni.

### Cersei Lannister
Cersei è moglie di Robert Baratheon (e pertanto regina dei Sette Regni) e madre dei presunti eredi al trono Joffrey, Myrcella e Tommen. Figlia di Tywin Lannister, sorella gemella e amante di Jaime Lannister. Soffre di un complesso d'inferiorità verso gli uomini, in quanto l'essere donna, seppur splendida, non le permette di ereditare Castel Granito. Nel periodo in cui fa da reggente al Trono di Spade si prodiga in intrighi ed usa la sua bellezza e la ricchezza di Casa Lannister come armi.

### Jaime Lannister
Jaime è l'erede designato di Castel Granito e membro della Guardia Reale, scorta personale del re dei Sette Regni. Figlio di Tywin e Joanna, gemello e amante della regina Cersei, dalla cui unione sono nati i presunti eredi al trono, e fratello maggiore di Tyrion. Jaime è spesso considerato impopolare ad Approdo del Re per aver tradito e ucciso il precedente sovrano, Aerys II Targaryen, evento per il quale riceve l'appellativo di Sterminatore di Re, e altri atti indecorosi.

### Tyrion Lannister

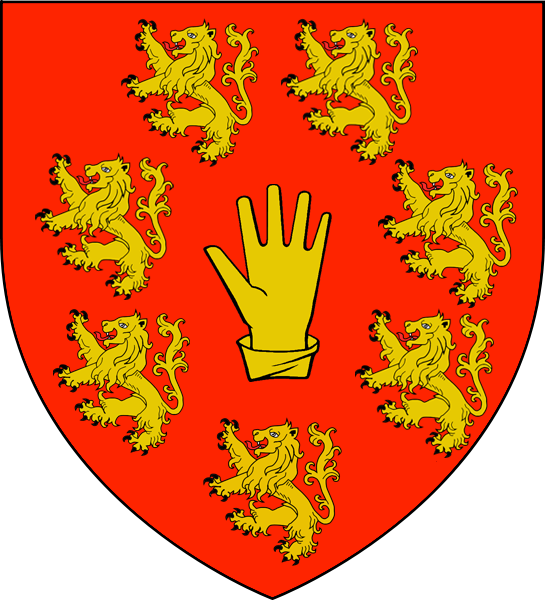
Stemma di Tyrion quando era Primo Cavaliere del Re

Ultimo figlio di Tywin Lannister e di sua moglie Joanna, è nato con un corpo deformato, che lo fa apparire come un nano; a dispetto di ciò, possiede una grande intelligenza e un'abilità politica e amministrativa degne del padre. Per questo è chiamato "il Folletto". Sua madre è morta nel darlo alla luce, e il padre l'ha sempre incolpato per questo.

### Genna Lannister
Sorella di Tywin, Genna Lannister è sposata con Emmon Frey, e ha avuto quattro figli. Dopo la morte di Joanna, appare maternamente interessata ai figli di Tywin. Genna è una donna grassoccia, nonostante un tempo abbia avuto una forma distinta e prosperosa. Scaltra, brusca e senza scrupoli è lei che comanda e non il marito.
La guerra non è stata magnanima con Genna; dei suoi quattro figli, due muoiono nel romanzo Tempesta di spade: Cleos Frey, il suo primogenito, che viene ucciso mentre scorta Jaime e Brienne da Delta delle Acque, e Tion Frey, il suo terzo figlio, viene assassinato dai Karstark a Delta delle Acque dove era prigioniero.
Dopo la morte di Robb Stark, Delta delle Acque viene tolta alla Casa Tully e concessa a Genna e alla sua famiglia. Riusciranno a prendere possesso del castello solo dopo la sottomissione di Edmure Tully, che era stato preso prigioniero alle Nozze Rosse.

### Kevan Lannister
Kevan è il fratello minore di Tywin e il suo più fidato capitano, conosciuto per la sua affidabilità e lealtà. Kevan ha sempre vissuto nell'ombra del fratello maggiore, ma ciononostante è sempre al suo fianco come suo consigliere e braccio destro. Si racconta che Kevan non abbia mai dubitato della superiorità di Tywin. È sposato a Dorna Swyft, da cui ha avuto quattro figli: Lancel, Willem, Martyn e Janei. Accompagna Tywin Lannister durante la sua campagna nelle Terre dei Fiumi. Successivamente, Kevan partecipa all'attacco dell'esercito di Stannis Baratheon durante la battaglia delle Acque Nere. Dopo la fine dell'assedio di Approdo del Re, Joffrey inserisce Kevan nel Concilio Ristretto nominandolo Maestro delle Leggi.
Alla morte di Tywin, Cersei gli offre il ruolo di Primo Cavaliere. Kevan, tuttavia, reputa Cersei troppo inaffidabile come Reggente e le risponde che avrebbe accettato solo se lei avesse abdicato in suo favore. La nipote rifiuta, pertanto Kevan rifiuta a sua volta l'offerta e accusa Cersei di non essere né una regina né una madre degna. Col tempo Kevan si estranea dai suoi familiari più vicini: si convince che Tyrion sia un assassino e che le voci dell'incesto fra Jaime e Cersei siano vere. Il suo figlio maggiore, Lancel, è diventato un fanatico religioso e ha abbandonato il castello che Kevan aveva ottenuto per lui. Daven ha ricevuto il titolo di Protettore dell'Ovest al posto suo e quindi si rifiuta di aggiungere le sue forze a quelle del nipote a Delta delle Acque, ed è ritornato nell'Occidente per rivedere il suo figlio più giovane Martyn. Dopo l'imprigionamento di Cersei, il Concilio l'ha nominato Reggente del Re. Accetta la carica, ma viene assassinato da lord Varys, intenzionato a indebolire l'alleanza che mantiene la presa di Tommen sul Trono di Spade.
Nella serie televisiva Il Trono di Spade, tratta dai romanzi, è interpretato da Ian Gelder e doppiato in italiano da Gianni Giuliano.

### Stafford Lannister
Figlio secondogenito di Jason e Marla Prester, fratello minore di Joanna e cognato di Tywin. Stafford è a capo di un'armata dei Lannister, ma non gode di grandi doti belliche. In gioventù fu prigioniero politico di lady Ellyn Tarbeck, in risposta al sequestro da parte dei Lannister di suo marito, lord Walderan Tarbeck. Sposò Myranda Lefford, dalla quale ebbe tre figlia, Daven, Cerenna e Myrielle.
A seguito della sconfitta di Jaime presso la Battaglia dei Campi, Stafford forma un nuovo esercito che gli richiese circa un anno di addestramento data l'inesperienza dei cadetti. Nella sua superficialità, Stafford non si preoccupa di mettere sentinelle presso le mura di Zanna Dorata sentendosi sicuro entro le mura della fortezza, e viene facilmente sopraffatto dalle armate Stark che circondano il promontorio. Stafford muore per mano di Rickard Karstark nel tentativo di raggiungere il suo cavallo.

### Tyrek Lannister
Figlio unigenito di Tygett e Darlessa Marbrand, Tyrek è scudiero, insieme al cugino Lancel, di re Robert. Viene descritto con lunghi boccoli dorati ed occhi verde smeraldo identici a quelli di sua cugina Cersei.
Poco dopo la morte di Robert e durante le rivolte del popolino per la penuria di cibo, Tyrek sta organizzando le sue nozze con Ermesande Hayford, ultima discendente del suo casato e ancora bambina, fattore per cui gli altri scudieri soprannominano Tyrek "La Balia Asciutta". Quando sia Stannis che Renly, fratelli di re Robert, tagliano di netto i viveri nella capitale, l'astio nel popolo viene fomentato ulteriormente, e una folla furiosa attacca il corteo reale radunatosi per salutare la principessa Myrcella, in partenza per Dorne. Tyrek sparisce durante questa rivolta e non viene più ritrovato, ne vivo, ne morto. Diverso tempo dopo, suo cugino Jaime sospetta che Tyrek sia stato probabilmente sequestrato da lord Varys, in quanto egli potesse essere in possesso di notizie relative ai dettagli sulla morte di re Robert.

### Lancel Lannister
Figlio primogenito di Kevan e Dorna Swyft, Lancel è lo scudiero di re Robert Baratheon. È un bel ragazzo dai capelli biondo sabbia, un accenno di baffi e occhi verde smeraldo, e assomiglia molto a Jaime da giovane.
Lancel ha idealizzato suo cugino Jaime al punto da partecipare ai piani di Cersei per assassinare Robert così che anche lui potesse diventare uno "Sterminatore di Re". Serve al sovrano un vino drogato durante una battuta di caccia, rendendolo troppo stordito per reagire e muore sventrato da un cinghiale. Lancel viene nominato cavaliere dal nuovo re Joffrey e viene preso da Cersei come amante per la sua somiglianza con Jaime mentre questi era in guerra. Tyrion sospetta la tresca e forza Lancel ad ammetterlo, ricattandolo e rendendolo una sua spia per sorvegliare le mosse di Cersei. Alla battaglia delle Acque Nere fa parte della scorta di Joffrey, e rimane contrariato con Cersei per il danno che lei causa al morale delle truppe ritirando il re dalla battaglia.
Lancel rimane gravemente ferito nella battaglia e la sua degenza dura per molto tempo. Questo periodo risveglia in lui un forte sentimento religioso. Comincia a sentirsi in colpa per aver aiutato Cersei a uccidere Robert e per essere stato suo amante. Nel frattempo il giovane viene nominato lord di Darry per i servizi resi in battaglie e viene promesso come sposo alla giovane Amerei Frey. Lancel sposa Amerei, ma si rifiuta di consumare il matrimonio, trascorre molto del suo tempo con un septon e fa penitenza per i suoi peccati. Il suo comportamento fa adirare molto il padre. Quando Lancel viene a sapere della ricostituzione del Credo Militante, un ordine religioso di cavalieri, rinuncia a castello, terre e moglie e viaggia fino ad Approdo del Re per unirsi a loro.
Nella serie televisiva Il Trono di Spade, tratta dai romanzi, è interpretato da Eugene Simon e doppiato in italiano da Mirko Cannella. La sua storia segue fedelmente quella del romanzo, pur mancando il suo matrimonio con Amerei. Inoltre, al contrario del romanzo, si unisce ai Passeri e non ai Figli del Guerriero. Quando, successivamente alla sua conversione religiosa, torna ad Approdo del Re, testimonia contro Cersei, rivelando all'Alto Passero l'infedeltà e l'incesto perpetrate dalla regina e causandone la prigionia. Il giorno del processo a Cersei, Lancel vede un uccelletto di Qyburn aggirarsi furtivamente all'entrata di un misterioso tunnel: insospettito dalla cosa, il giovane Passero lo segue, ma nel buio il bambino approfitta della poca visibilità per pugnalarlo alla schiena, paralizzandolo dalla vita in giù. Rimasto a terra, in preda ad atroci dolori, Lancel vede in fondo al tunnel una strana luce verde, verso cui, intuendone la natura, vi si trascina. Giunto a pochi metri dalla fonte di luce, il ragazzo trova conferma ai suoi timori: il tunnel è pieno di barili d'altofuoco, pronti a farlo esplodere assieme al sovrastante Tempio di Baelor. Lancel, ferito e semi-paralizzato, cerca disperatamente di raggiungere le candele prossime a dar fuoco la sostanza incendiaria, ma non arriva in tempo e, proprio quando è a pochi metri da esse, Lancel è il primo ad essere incenerito dalla conseguente esplosione, in cui moriranno oltre a lui tutti i Passeri, Mace, Margaery e Loras Tyrell, nonché lo stesso padre di Lancel, Kevan Lannister.

### Martyn Lannister
Figlio secondogenito di Kevan e Dorna Swyft, fratello gemello di Willem. Martyn è uno scudiero e prende parte alla battaglia di Oxcross, dove viene sconfitto e imprigionato dal Re del Nord Robb Stark. Viene rilasciato in cambio del rilascio di Robett Glover, prigioniero della sua armata.

### Willem Lannister
Figlio terzogenito di Kevan e Dorna Swyft, fratello gemello di Martyn. Anche lui è uno scudiero, ed entra a far parte dell'armata di suo cugino Jaime nella guerra contro Robb Stark. Viene catturato dopo la Battaglia al Bosco dei Sussurri insieme a suo cugino Tion Frey. Mentre Tyrion e Robb negoziano sul rilascio dei suoi cugini, Jaime, anch'egli prigioniero, uccide i figli di lord Rickard Karstark e scappa aiutato da Catelyn Tully. Ciò causa l'ira di Karstark, che per ripiego fa assassinare sia Willem che Tion.

### Janei Lannister
Figlia quartogenita di Kevan e Dorna Swyft, Janei è una bambina ed una lady nelle Terre dell'Ovest.

### Daven Lannister
Figlio primogenito di Stafford e Myranda Lefford, Daven è un soldato capace e un significativo miglioramento rispetto a suo padre. Ha un aspetto leonino, con folti capelli biondi ed una corporatura tarchiata. Si comporta in modo rozzo ma affabile, è un uomo allegro e fa spesso battute sconce.
Daven giura che non si sarebbe mai più tagliato i capelli fino a che non avesse vendicato la morte di suo padre a opera di Rickard Karstark. Dopo che Robb Stark condanna Rickard a morte per tradimento, Daven continua a rifiutarsi di tagliare i capelli. Gli viene ordinato di porre assedio a Delta delle Acque e viene nominato Guardiano dell'Ovest. Daven lotta contro la discutibile lealtà dei lord del Tridente sotto il suo comando, ma riesce a fare progressi in quanto ser Brynden Tully gli tiene testa e gli sottrae ogni possibilità di reperire viveri entro il territorio. Inoltre, le continue quisquilie tra le armate Lannister e Frey mettono a ulteriore rischio la riuscita della sua impresa, pertanto cede il comando a suo cugino Jaime.

### Cerenna Lannister
Figlia secondogenita di Stafford e Myranda Lefford, Cerenna è una lady delle Terre dell'Ovest.

### Myrielle Lannister
Figlia terzogenita di Stafford e Myranda Lefford, Myrielle è una lady delle Terre dell'Ovest.

### Damion Lannister
Figlio unigenito di Damon e Ella Lannister, Damion è il castellano di Castel Granito. Sposa Shiera Crakehall, dalla quale ha due figli: Lucion e Lanna.
Viene eletto castellano da sua cugina, la regina Cersei, dopo il rifiuto di Kevan di diventare Primo Cavaliere di re Tommen. Damion ha sempre reputato Kevan più adatto ad amministrare Castel Granito, pertanto comprende che la sua nomina non è che una rivalsa di Cersei per essere stata contrariata.

### Lucion Lannister
Figlio primogenito di Damion e Shiera Crakehall.

### Lanna Lannister
Figlia secondogenita di Damion e Shiera Crakehall.

## Membri acquisiti

### Dorna Swyft
Figlia di ser Harys Swyft e moglie di ser Kevan Lannister. È descritta come una donna senza mento, con le gambe storte e il petto piatto.

### Sansa Stark
Seconda figlia di lord Eddard Stark e Catelyn Tully. Nel romanzo Tempesta di spade viene costretta a sposare Tyrion Lannister.

### Amerei Frey
Figlia maggiore di Merrett Frey e Mariya Darry. Nel romanzo Il banchetto dei corvi sposa Lancel Lannister, ma il matrimonio non sarà mai consumato, per via del crescente fanatismo religioso di Lancel. Amerei è famosa per la sua promiscuità, infatti è fortemente sospettata da tutti di essere infedele al marito. È descritta come una donna attraente, ma con un volto dalla forma allungata e il mento sfuggente. Ha le gambe lunghe ed è prosperosa.

## Membri storici della casata

### Lann “l'Astuto“
Leggendario fondatore di Casa Lannister, conosciuto anche come Lann l'Imbroglione. Le sue origini vengono attribuite ufficialmente all'Età degli Eroi, ma in molti sostengono che i suoi genitori fossero rispettivamente un andalo ed una dei Primi Uomini. Il suo villaggio d'origine era Lannisport ed era di umili natali, ma con un inganno riuscì a detrarre ai membri della Casa Casterly i loro possedimenti e Castel Granito stesso, facendo di questo la sua sede e fondato così il suo casato. La leggenda narra anche che rubò l'oro al sole e che lo nascose fra i suoi capelli, conferendo ai discendenti del suo casato i tipici capelli biondo oro della dinastia. Secondo alcuni il suo fantasma infesta ancora Castel Granito.

### Tyland Lannister
Gemello di Jason Lannister, Lord di Castel Granito durante il regno di Viserys I e all'inizio della Danza dei Draghi. Dopo la morte di Re Viserys, che aveva servito come Maestro della Flotta, nel 129 D.C, Casa Lannister si schiera con la fazione denominata dei Verdi, facente capo al Primo Cavaliere Otto Hightower e alla figlia di questi, la Regina Alicent, che sosteneva i diritti di Aegon, figlio della regina, in quanto maschio, contrapposto a Rhaenyra, figlia prediletta di Viserys e che il re aveva dichiarato legittima erede al trono. Nel Concilio Verde di Aegon II, Lord Tyland ricoprirà la carica di Maestro del Conio. Il suo primo atto come tesoriere è trasferire la maggior parte del tesoro reale in luoghi sicuri, lasciando alla Fortezza Rossa solo un quarto di esso. Dopo la presa di Approdo del Re da parte di Rhaenyra e dei suoi neri, Tyland subisce pesantissime torture per costringerlo a rivelare dove avesse nascosto il tesoro reale. Rifiutatosi di parlare, viene accecato e castrato. Reinsediato nella sua precedente posizione dopo la riconquista della capitale da parte dei Verdi. Incaricato da Aegon II di assumere al servizio spadaccini nelle Città Libere di Essos, torna a Westeros dopo la morte di questi. Nonostante fosse stato un fedelissimo Verde, riesce a ottenere il perdono da parte dei reggenti di Aegon III (figlio di Rhaenyra) e viene nominato Primo Cavaliere. Lord Tyland, pur detestato dal popolo per il suo aspetto lugubre, governerà con saggezza e polso fermo, prima di morire nel 133 D.C per aver contratto la Febbre dell'Inverno.

### Damon Lannister “Il Leone Grigio”
Di ignota discendenza, Damon fu Lord di Castel Granito, Scudo di Lannisport e Protettore dell'Ovest nel periodo di re Daeron II il Buono. Sposò Lady Cerissa Brax, dalla quale ebbe due figli: Tybolt e Gerold.
In gioventù prese parte ad un torneo a Lannisport celando la sua identità sotto le spoglie del misterioso cavaliere Leone grigio. Dopo essersi guadagnato una reputazione per il suo valore, fu disarcionato e smascherato da Arlan di Pennytree. Le sue doti di guerriero non erano granché considerevoli: fu disarcionato da ser Tommard Heddle durante un torneo, sconfitto da ser Quentyn Ball durante la Prima Ribellione dei Blackfyre ed infine sconfitto al torneo di Ashford da ser Leo Longthorn, che scalzò il suo elmo con una lancia, dove ignorò le richieste di medicazione di ser Duncan durante la Prova dei Sette. Morì nel 209 D.C. durante la Grande Epidemia di Primavera.

### Tybolt Lannister
Figlio primogenito di Damon e Cerissa Brax, Tybolt successe al padre, morto di epidemia, come Lord di Castel Granito, Difensore di Lannisport e Protettore dell'Occidente ai tempi della casata Targaryen. Sposò Lady Teora Kyndall, dalla quale ebbe una sola figlia, Cerelle.
A differenza del padre, fu un rinomato cavaliere da torneo. Al torneo di Ashford sconfisse Androw Ashford e divenne uno dei campioni della mischia a cinque. Successivamente difese la sua posizione da tutti gli sfidanti, incluso Jon Penrose, da cui fu maltrattato con il suo scudo dopo aver perso cavallo e spada. In seguito si alleò con lord Beron Stark per fermare i saccheggi perpetrati da Dagon Greyjoy Sebbene fosse giovane ed in salute morì nel 212 D.C. in circostanze misteriose. Fu succeduto per breve tempo dalla figlia Cerelle che aveva solo tre anni, supervisionata dal fratello minore Gerold, che poi assunse il comando di Castel Granito alla prematura morte della bambina.

### Gerold Lannister “Il Dorato”
Figlio secondogenito di Damon e Cerissa Brax, Gerold divenne Lord di Castel Granito alla morte prematura del fratello e di sua nipote Cerelle. Sposò in principio Lady Alysanne Fermann, dalla quale non ebbe figli, per poi annullare il matrimonio per giungere in seconde nozze con la più influente Lady Rohanne Webber, dalla quale ebbe quattro figli: Tywald, Tion, Tytos e Jason. Morì di vecchiaia nel 244 D.C.

### Cerelle Lannister
Nata nel 209 D.C., figlia unigenita di Tybolt e Teora Kyndall, fu per due anni la Lady di Castel Granito. Nominata reggente del suo casato a soli tre anni, sotto la supervisione dello zio paterno Gerold, la piccola Cerelle morì a soli quattro anni in circostanze misteriose.
Molte dicerie sostengono che Cerelle e suo padre Tylbolt furono vittime di una presunta cospirazione di Gerold, che li uccise al fine di appropriarsi di Castel Granito.

### Tywald Lannister
Nato tra il 211 e il 219, figlio primogenito di Gerold e Rohanne Webber, era l'erede principale di Castel Granito. Il giovane Tywald era molto innamorato di Lady Ellyn Reyne, e fu scudiero di suo padre, Lord Robert Reyne di Castamere.
Durante la Rivolta di Peake, Tywald combatté per il Re Maekar I Targaryen. Perì nel 233 D.C. in battaglia tra le braccia del gemello Tion, al quale espresse come sua ultima volontà che si prendesse cura della sua amata Ellyn, che su consenso di Gerold fu sposata a Tion.

### Tion Lannister
Figlio secondogenito di Gerold e Rohanne Webber, gemello di Tywald ed erede secondario di Castel Granito. Tion fu scudiero di Aegon V l'Improbabile ed in principio era fidanzato ad una figlia di Lord Rowan.
Quando il suo gemello Tywald morì durante la Rivolta di Peake, la sua fidanzata, Ellyn Reyne, lo convinse a sposarla. Sebbene Lord Gerold era contrario in quanto il ragazzo era già designato ad un'altra donna, decise infine di acconsentire in rispetto del volere del defunto figlio Tywald, e furono sposati Castel Granito nello stesso giorno in cui suo fratello minore Tytos sposò Lady Jeyne Marlbrand.
Nel 236 D.C., alla vigilia della Quarta Ribellione dei Blackfyre avvenuta per mano di Daemon III Blackfyre, Tion partecipò alla Battaglia del Ponte di Wendwater, nella quale morì. La sua vedova Ellyn provò a mantenere i diritti su Castel Granito asserendo di aspettare un figlio dal suo defunto marito, ma trascorsi alcuni mesi il suo ventre non crebbe e la sua si rivelò una menzogna, pertanto Tytos assunse il comando del suo casato.

### Tytos Lannister
Nato nel 220 D.C., figlio terzogenito di Gerold e Rohanne Webber, Tytos fu lord di Castel Granito, Difensore di Lannisport e Protettore dell'Occidente ai tempi di Aegon V, Jaheharerys II e Aerys II il Re Folle e fu ricordato come il peggiore della sua stirpe per la sua incapacità di governare. Sposò Jeyne Marlbrand, dalla quale ebbe cinque figli: Tywin, Kevan, Genna, Tygett e Gerion. La sua bontà ed arrendevolezza furono tali che i suoi feudatari approfittarono spesso di lui, accumulando ricchezze a sue spese e ignorando la sua autorità. Sposò sua figlia Genna a Emmon Frey, troppo stolto e di troppo poco prestigio per sancire un sodalizio concreto. Due dei suoi alfieri, i lord di Tarbeck e Reynes, addirittura si ribellarono apertamente alle sue direttive. Quando Tytos imprigionò Lord Tarbeck per punirlo della sua disobbedienza, la moglie del lord catturò tre Lannister, minacciando di far loro del male se suo marito non fosse stato liberato. Tywin allora propose al padre di inviare alla donna Lord Tarbeck in tre pezzi, uno per ogni Lannister in ostaggio, ma Tytos si rifiutò e liberò il vassallo infedele. Tutto ciò non fece altro che indebolire la posizione ricoperta da Casa Lannister e rendere ancora più ridicolo Lord Tytos agli occhi delle altre casate.
Alla morte della moglie, lord Tytos prese come amante una prostituta, alla quale diede piena autorità a Castel Granito e le permise di portare i gioielli della defunta moglie, con profondo sdegno di Tywin. Negli ultimi anni di vita soffrì di obesità e di gotta; morì d'infarto nel 267 D.C. mentre cercava di salire le scale della casa della sua concubina. L'esempio negativo di Tytos segnò in modo significativo il carattere di Tywin da adulto.

### Jason Lannister
Nato nel 229 D.C., figlio quartogenito di Gerold e Rohanne Webber, Jason non divenne mai Lord di Grastel granito. Era un rinomato donnaiolo tanto che generò ben otto figli da diverse donne. La sua primogenita fu una bastarda avuta da una serva, Lynora Hill. Dal suo primo matrimonio con Alys Stackspear nacque il suo secondogenito e primo legittimo, Damon. Sposò in seguito Lady Marla Prester, dalla quale ebbe altri sei figli legittimi: Joanna, Stafford, due figli e due figlie dei quali però non si conobbero i nomi.
Essendo Tytos poco adatto come guerriero, fu Jason ad assumere il comando delle sue truppe durante la Guerra dei Nove Soldi, nella quale morì, nel 260 D.C.

### Tygett Lannister
Nato nel 250 D.C., figlio quartogenito di Tytos e Jeyne Marbrand. Essendo cresciuto nell'ombra di Tywin, Tygett aveva un rapporto oltremodo conflittuale con lui, ed i suoi complessi nei suoi confronti fecero di lui un uomo iroso e insoddisfatto. È stato forse l'unico della sua famiglia, a parte suo fratello Gerion e suo nipote Jaime, a trattare Tyrion con gentilezza. Era considerato un guerriero formidabile, tanto che sua sorella Genna paragona spesso suo nipote Jaime a Tygett quando lo vede combattere. Sposò Darlessa Marbrand, dalla quale ebbe un solo figlio: Tyrek.
Tygett partecipò alla Battaglia dei Nove Denari, dove spiccò per la sua forza e il suo coraggio. Assisté Tywin durante la rivolta dei Tarbeck e dei Reyne, nella quale i Tarbeck furono sconfitti. Verso il 270, Tygett fu proposto da Tywin al re Aerys II come Maestro d'Armi della Fortezza Rossa, ma il Re Folle lo tralasciò in favore di Lord Willem Darry. Nel 276 partecipò al torneo organizzato in onore della nascita del principe Viserys, nel quale fu disarcionato dal principe Rhaegar. Morì di sifilide nel 285 D.C.

### Gerion Lannister
Nato nel 255 D.C., figlio quintogenito di Tytos e Jeyne Marbrand, era lo zio preferito da Jaime e Tyrion. Gerion era un uomo molto gioviale e scherzoso e sapeva come far ridere le persone. Non prese moglie, ma ebbe una relazione con una popolana, Briony, dalla quale ebbe una figlia bastarda, Joy Hill.
Come Kevan e Tygett, Gerion era eclissato da Tywin. Tuttavia, mentre Kevan diventò la spalla del fratello maggiore e Tygett provava ad essere indipendente, Gerion decise invece di burlarsi di loro. All'età di sedici anni decise di viaggiare per le città libere. Era solito donare a Tyrion dei libri e ad insegnargli scherzi e trucchi. Anche lui prese parte al torneo in onore della nascita di Viserys, e come Tygett fu sconfitto da Rhaegar.
Nel 291 Gerion partì a bordo della sua nave, Il Leone Ridente, alla volta delle rovine di Valirya, in cerca di tesori perduti. Non fece mai ritorno. Tywin inviò degli uomini ad investigare sull'accaduto e scoprì che metà del suo equipaggio disertò per la pericolosità della meta da Gerion scelta, il Mare Fumante, che attraversò con degli schiavi che fu costretto a comprare per poi sparire nel nulla.

### Damon Lannister
Nato tra il 244 e il 245 D.C., figlio unigenito di Jason e Alys Stackspear, della sua vita si conosce poco. Sposò sua cugina Ella Lannister, di discendenza ignota, dalla quale ebbe un solo figlio, Damion. È ignoto se Damon sia ancora in vita o meno.

### Joanna Lannister
Nata nel 245 D.C., figlia primogenita di Jason Lannister e Marla Prester, Joanna fu la Lady Consorte di Castel Granito. Era di indole amabile e di bell'aspetto. Sposò suo cugino Tywin, dal quale ebbe tre figli: Cersei, Jaime e Tyrion.
Il suo matrimonio con Tywin era molto felice, ed egli aveva una stima e una considerazione della donna così alta che Joanna fu anche sua consulente. Molte persone sostenevano che fosse addirittura lei a comandare il proprio marito entro le mura domestiche. Gestiva Castel Granito in assenza del suo consorte e fu la prima a scoprire il rapporto ambiguo che c'era tra i suoi figli Cersei e Jaime, e decise pertanto di collocare le camere dei rispettivi bambini in due aree opposte della magione. Fu un'amica intima di Mellario Martell, principessa di Dorne, e della regina Rhaella Targaryen. Joanna e Mellario progettavano di far sposare i propri figli, rispettivamente Cersei con Oberyn e Jamie con Elia. Il suo rapporto con Rhaella, seppur profondo, fu sfaldato dalle continue e moleste avances sessuali del re Aerys II, che portarono Rhaella ad allontanare Joanna dalla corte di Approdo del Re. Sovente le attenzioni del Re Folle infastidirono Joanna e suo marito.
Joanna morì nel 273 D.C., dando alla luce il suo terzogenito, Tyrion. La morte della donna segnò una insanabile crepa nel suo talamo familiare, che reputò il nascituro responsabile della sua morte.

### Ella Lannister
Discendente di un ramo dei Lannister sconosciuta, la vita di Ella rimase un mistero. Sposò suo cugino Damon, dal quale ebbe un solo figlio, Damion. Come il marito, è ignoto se Ella sia ancora in vita o meno.

### Altri Lannister
Nel corso della saga vengono citati numerosi Lannister che hanno regnato prima della conquista come Re della Roccia in ordine cronologico dovrebbero essere:
- Re Loreon Il Leone forse il primo vero re della dinastia Lannister che rese suoi vassalli i Reyne, sposando una di loro e sconfisse gli schiavisti Banefort in una guerra lunga vent'anni.
- Re Tybolt Lannister la Folgore, che cacciò gli Andali dalle terre dell'Ovest
- Re Tyrion II Lannister, famoso per la sua abilità con l'ascia in battaglia. Era chiamato il seviziatore perché aveva la passione per la tortura.
- Re Tyrion III Lannister, che accolse gli Andali come alleati.
- Re Gerold II Lannister, che continuò la politica di assimilazione del padre.
- Re Gerold III Lannister, ultimo re Lannister a non avere discendenza andala; gli successe il genero Joffrey.
- Re Joffrey Lydden, il successore di Gerold III. Primo Andalo a governare l'Ovest.
- Re Cerion Lannister, che conquistò la Zanna Dorata sconfiggendo tre re minori che si erano alleati contro di lui.
- Re Tommen I Lannister, che unì al reame Isola Bella sposando una Farman.
- Re Loreon II Lannister, che vinse il primo torneo delle terre dell'ovest.
- Re Lancel I Lannister il Leone, che scese in guerra contro l'altopiano e conquistò tutto fino a Vecchia Quercia prima di morire in battaglia.
- Re Loreon III Lannister il Moscio, figlio di Lancel perse tutto ciò che il padre aveva ottenuto.
- Re Gerold il Grande, che sconfisse le Isole di Ferro e prese un centinaio d'ostaggi.
- Re Lancel IV Lannister, si dice che abbia decapitato il re del ferro Harrald il Mezzo Annegato e il suo erede con la sua spada, Ruggito di Luce, in un unico colpo; come il suo omonimo invase l'altopiano (durante il regno di Gyles III Gardener) ma venne ucciso da ser Wilbert Osgrey a Lago Rosso.
- Re Lancel V Lannister
- Re Norwin Lannister lo Spilorcio
- Re Loreon IV Lannister l'Inetto
- Re Loreon V Lannister, detto Regina Lorea Lannister perché amava indossare i vestiti di sua moglie e passeggiare sui moli.
- Re Tommen II Lannister il Re Leone, che salpò verso Valyria dopo il disastro e non tornò mai più. Con lui venne persa Ruggito di Luce. Si fermò a Volantis per fare rimornimento, e i Triarchi lo ricoprirono di doni. Secondo loro, Tommen II giurò che la metà di tutto ciò che avrebbe trovato sarebbe stata data ai triarchi in cambio della loro generosità e della promessa di inviare la loro flotta in suo aiuto se richiesto. L'anno successivo, il triarca Marqelo Tagaros inviò una squadra di ricerca verso Valyria per trovare tracce della flotta di Tommen ma quest'ultima fallì.
- Re Loren I Lannister, ultimo Re della Roccia.

## Casate fedeli
- Banefort di Banefort.
- Brax di Hornvale. La Casata Brax è una delle più potenti casate che ha giurato fedeltà a Castel Granito. Lord Andros Brax una volta fece visita a Hoster Tully nella speranza di far sposare suo figlio a una delle figlie di Hoster. Muore alla battaglia del Bosco dei Sussurri, affogando per il peso della sua armatura nel fiume. Il seggio della casa è Valle del Corno e il suo stemma rappresenta un unicorno rampante viola su sfondo grigio.
- Broom
- Clegane è una casata di cavalieri fedele ai Lannister di Castel Granito. Le loro terre sono a sud est di Castel Granito e sono costituite da un pezzettino di terra e una casa modesta. Il fondatore della casata era il guardiano dei cani di Tytos Lannister, che salvò il suo signore dall'attacco di una leonessa, perdendo una gamba e tre dei suoi cani nell'impresa. Come ricompensa, lord Tytos dona al guardiano alcune terre, una fortezza e prende suo figlio come scudiero, dando vita alla Casa Clegane. Il simbolo di Casa Clegane consiste in tre cani neri su uno sfondo giallo scuro.Sigillo di Casa Clegane

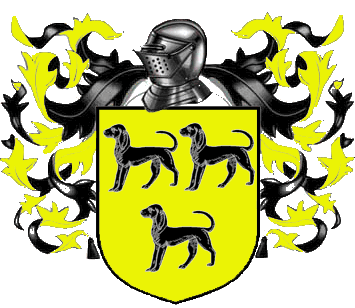
Sigillo di Casa Clegane

- Crakehall di Crakehall, il cui seggio, è situato lungo la Strada dell'Oceano, nel sud della regione, tra il Mare del Tramonto e una vasta foresta. I membri sono di stazza robusta e forte. Lo stemma rappresenta un cinghiale pezzato bianco e marrone su sfondo marrone
- Estren di Wyndhall. Il sigillo e il motto non vengono menzionati nei libri ma, secondo fonti semi-ufficiali, lo stemma è uno scudo tagliato da una croce traversa verde e quattro aquile dalla doppia testa su sfondo bianco.
- Farman di Fair Isle. Il loro seggio, Belcastello, si trova sull'Isola Bella, al largo della costa occidentale del continente. Sono conosciuti per il loro odio nei confronti degli Uomini di Ferro delle Isole di Ferro. Sono una dinastia antica che fa risalire le proprie origini al tempo dei Primi Uomini. Stemma e motto della Casa non appaiono nei libri, ma secondo fonti semi-ufficiali il loro stendardo rappresenta tre navi bianche su sfondo blu con bordo alternato giallo e rosso.
- Jast, di sede ignota.
- Kenning di Kayce.
- Lefford della Zanna Dorata.
- Lorch
- Lydden di Deep Den. Ser Joffrey, un cavaliere di Casa Lydden, era sposato con l'unica figlia del Re Gerold III Lannister, che discendeva dai primi uomini. Quando il re morì senza eredi maschi, Joffrey venne incoronato e prese il nome della Casa Lannister, divenendo il primo re della Roccia di discendenza andala. Il loro stemma è rappresentato da un tasso bianco su un campo verde e marrone chiaro.
- Marbrand di Ashemark. L'attuale Lord di Ashermark è Damon Marbrand. Suo figlio ed erede, Addam, è un abile comandante ed è stato elevato a comandante della guardia cittadina di Approdo del Re.
- Myatt di Oxcross.
- Payne. È una casata nobile delle Terre dell'Ovest i cui membri sono tra i più importanti alfieri della Casa Lannister di Castel Granito. Ser Ilyn il boia e Podrick, scudiero di Tyrion Lannister appartengono a questa casata, anche se Podrick proviene da un ramo minore. Ser Ilyn era il Capo della Guardia di Tywin quando questi era Primo Cavaliere del Re. Il suo stendardo è diviso in quadrati bianchi e viola, dentro ai quali si trova una moneta d'oro. Ciascuna delle monete rappresentate ha una storia.
- Prester di Feastfires.
- Reyne di Castamere. Casata estinta che causò la ribellione contro Tytos. Venne distrutta da Tywin Lannister e fu ispirazione per una celebre ballata di Westeros, "Le piogge di Castamere". Era la famiglia più ricca e potente del continente seconda solo ai Lannister. Il loro simbolo è un leone rosso rampante con coda biforcuta su campo argento.
- Serrett di Silverhill.
- Spicer. La casata Spicer viene vista come una casata arrivista. Discendono da un mercante di spezie e da una strega famosa a Lannisport per le sue pozioni. Il loro stemma rappresenta tre portaspezie neri su banda gialla orizzontale con sfondo a righe verdi e bianche. Dopo le Nozze Rosse hanno ottenuto il seggio di Castamere.
- Swyft di Cornfield è una Casa di cavalieri delle Terre dell'Ovest, una delle casate principali fedeli ai Lannister di Castel Granito. Il suo stendardo rappresenta un gallo blu su sfondo giallo. Ser Harys Swift è il suocero di Kevan Lannister e verrà nominato, da Cersei, Primo Cavaliere, e poi tesoriere.
- Tarbeck di Tarbeck Hall. Casata estinta che causò la ribellione contro Tytos. Venne letteralmente annientata da Tywin Lannister e fu ispirazione per una celebre ballata di Westeros, "Le piogge di Castamere". Secondo fonti semiufficiali, il loro stemma è gironato bianco e blu, con una stella a sette punte nel centro dai colori invertiti
- Westerling del Crag, sono una nobile e antica casata delle Terre dell'Ovest. Hanno per sede il Crag, un castello situato nella parte nordoccidentale della regione. Sono fra i più fedeli vassalli dei Lannister di Castel Granito, ma col passare degli anni le ricchezze della casata non hanno fatto che diminuire e il loro castello, un tempo ben servito e fortificato, è più simile ad un rudere che ad una fortezza. Per questo motivo, si dice che abbiano più orgoglio che potere. Lo stemma della casata è costituito da sei conchiglie bianche su campo color sabbia.